# Gatlinburg
Gatlinburg é uma cidade localizada no estado norte-americano de Tennessee, no Condado de Sevier.

## Demografia
Segundo o censo norte-americano de 2000, a sua população era de 3382 habitantes.
Em 2006, foi estimada uma população de 4906, um aumento de 1524 (45.1%).

## Geografia
De acordo com o United States Census Bureau tem uma área de
26,3 km², dos quais 26,3 km² cobertos por terra e 0,0 km² cobertos por água. Gatlinburg localiza-se a aproximadamente 464 m acima do nível do mar.

## Localidades na vizinhança
O diagrama seguinte representa as localidades num raio de 32 km ao redor de Gatlinburg.